# زمین‌لرزه نوامبر ۱۹۷۶ چین
زمین‌لرزه چین  در تاریخ ۶ نوامبر ۱۹۷۶ میلادی، برابر با ‎۱۵ آبان ۱۳۵۵، ساعت ۱۸:۰۴:۰۸ به زمان یوتی‌سی در چین رخ داد. ژرفای این زلزله ۸٫۸ کیلومتر بود، و بزرگی آن ۶٫۳ در مقیاس Mw اعلام شده‌است. زمین‌لرزه به وقت محلی در روز یکشنبه، ساعت ۲ روی داده و منطقه زمانی آن یوتی‌سی +۸ بوده‌است .
سازمان زمین‌شناسی آمریکا نیز رومرکز این زمین‌لرزه را در مختصات ۲۷°۳۶′۱۸″شمالی ۱۰۱°۰۳′۰۷″شرقی / ۲۷٫۶۰۵°شمالی ۱۰۱٫۰۵۲°شرقی و ژرفای آن را در ۳۳ کیلومتر گزارش کرده‌است. بزرگی برگزیدهٔ این سازمان از میان بزرگیهای محاسبه‌شدهٔ مختلف ۶٫۵ در مقیاس Ms بوده و از دید اثر، در میان چهار دسته‌بندی «نامحسوس»، «محسوس»، «زیان‌آور» یا «با تلفات»، زلزله را «نامحسوس» اعلام کرده‌است.
پروژهٔ «تنسور گشتاور مرکزوار» زاویه‌های (راستا، شیب، ریک) گسل سازندهٔ زمین‌لرزه و صفحه عمود بر آن را (°۱۹، °۶۶، °۶-) یا (°۱۱۱، °۸۴، °۱۵۶-) و نوع گسل را «امتدادلغز» فرارسانده‌است.
شمار کشتگان زلزله حدود ۳۳ نفر بوده‌است.تعداد زخمیان ۴۶۲ نفر برآورده شده‌است.